# Watch me!
Watch me!是日本雙人樂團YOASOBI的第28張數位發行單曲，於2025年5月18日由Echoes與日本索尼音樂娛樂發行。本曲是根據篠原健太創作的短篇小說所製作，並作為動畫《WITCH WATCH 魔女守護者》的片頭曲。

## 背景與發行
2024年8月19日，篠原健太的漫畫作品《WITCH WATCH 魔女守護者》宣布改編為電視動畫。2025年2月17日，官方釋出第2部動畫預告片，同時揭曉由YOASOBI演唱的片頭曲Watch me!。在新聞稿中，Ayase表示他是《WITCH WATCH 魔女守護者》以及篠原健太的另一部作品《SKET DANCE》的粉絲。
Watch me!的部分片段在2025年4月6日首播的動畫中首次公開。同年5月11日動畫第6集播完後，YOASOBI宣布Watch me!將於下週在各大數位音樂及串流平台上架。同年5月18日公開了由Echoes製作、中垣內悠執導的動畫版音樂錄影帶。
Watch me!取材自《WITCH WATCH 魔女守護者》漫畫作者篠原健太撰寫的短篇小說。該小說描寫主角若月妮可在踏上魔女修行之前的故事，刻畫了她與青梅竹馬乙木守仁因擁有超能力而感到煩惱，以及兩人之間深厚的羈絆。

## 排行榜
| 排行榜（2025年）                 | 最高位 |
| -------------------------------- | ------ |
| 日本（Japan Hot 100）            | 16     |
| 日本（《告示牌》熱門動畫歌曲榜） | 6      |
| 日本（Oricon）                   | 17     |
| 日本（Oricon合算單曲榜）         | 22     |
| 日本（Oricon動漫單曲榜）         | 6      |

## 發行歷史
| 地區 | 日期          | 形式                  | 廠牌                    | 來源   |
| ---- | ------------- | --------------------- | ----------------------- | ------ |
| 全球 | 2025年5月18日 | 數位音樂下載 串流媒體 | Echoes 日本索尼音樂娛樂 | [ 13 ] |
| 全球 | 2025年5月30日 | 數位音樂下載 串流媒體 | Echoes 日本索尼音樂娛樂 | [ 14 ] |
| 日本 | 2025年6月25日 | CD單曲                | Echoes 日本索尼音樂娛樂 | [ 15 ] |